# Discessus
Discessus (isärträdande) är en omröstningsmetod vid vilken de röstande delger sina ställningstaganden genom att fysiskt placera sig i olika delar av rummet – t.ex. placera sig till höger i en lokal om man röstar ja och till vänster om man röster nej, eller går till olika rum som betecknar olika ställningstaganden för att därefter räknas. Metoden används bl.a. i brittiska underhuset (benämns där division) där ledamöterna går till olika korridorer och i tyska förbundsdagen (där benämnt Hammelsprung) där ledamöterna passerar olika dörrar.